# Оренбургське (Казахстан)
Оренбу́ргське (каз. Орынбор) — село у складі району Беїмбета Майліна Костанайської області Казахстану. Входить до складу Айєтського сільського округу.
Населення — 247 осіб (2021; 327 у 2009, 503 у 1999, 593 у 1989).